# Notonecta glauca
Notonecta glauca, llamada comúnmente abeja de agua, remeros, garapitos, chinches de agua o nadadores de espalda, es una especie de insecto acuático de la familia Notonectidae. Se les llama remeros y nadadores de espalda ya que estos nadan a menudo cerca de la superficie con la parte ventral hacia arriba, y utilizando sus largas patas traseras a modo de remo. El apodo de abejas de agua se debe a que son capaces de infligir una dolorosa mordedura a humanos mediante su probóscide.

## Descripción
N. glauca es un insecto relativamente grande, entre los 15-18 mm. Su cuerpo es alargado y aplanado dorsoventralmente. Posee una cabeza triangular, con unos ojos compuestos grandes. Las patas anteriores de esta especie están modificadas en forma de remos, adaptadas para poder nadar en el agua. Estas están cubiertas de pelos largos y densos que les permite tener una mayor superficie para propulsarse y nadar rápidamente. El abdomen es largo y se estrecha hacia el extremo posterior. Cuando N. glauca está en el agua, las alas posteriores se pliegan y se mantienen en posición horizontal a lo largo de su cuerpo, escondidas bajo las alas anteriores, que están modificadas en élitros. En general, presenta una coloración marrón oscuro o negro, con los ojos generalmente rojos.

#### Ojos

Estructura ojo compuesto.

Los insectos presentan ojos compuestos, los cuales están formados por muchas facetas simples llamadas omatidios que dan una imagen en mosaico. Cada omatidio consiste en una lente y un rabdoma, compuesto de grupos de células receptoras visuales (rabdomeros) puestas en paralelo o ligeramente giradas.
En el ojo compuesto de N. Glauca, se encuentra una pequeña región ventral donde los rabdomeros presentan una estructura diferente al resto del ojo. En esta región se observa una orientación especial de las microvellosidades de los rabdomeros centrales, estas son perpendiculares entre sí. Una de las microvellosidades se encuentra casi paralela al plano medio del animal, mientras que la otra se encuentra casi en ángulo recto con el plano medio.
Cuando N. Glauca se encuentra suspendido bajo la superficie del agua, la parte ventral del ojo tiene la visión coincidente con la parte transparente de la superficie de esta. Dentro de la región ventral del ojo, hay una zona en forma de banda que consta de solo cuatro omatidios de ancho. Estos omatidios se diferencian de los demás en la región ventral del ojo debido a la orientación única de sus rabdomeros centrales. Gracias a esta zona, N. Glauca puede visualizar el área que se encuentra por delante de él, justo por encima de la superficie del agua. Cuando N. Glauca está “volando”, la parte ventral del ojo visualiza una región que comienza debajo del animal y se extiende hacia adelante desde la vertical hasta aproximadamente 35°.

### Ciclo vital

#### Huevo
Los huevos del género Notonecta son blancos y de forma oblonga. Estos se los puede encontrar adheridos a la vegetación acuática. Se trata de un género univoltino, ya que solo hay una generación al año , cuya puesta es en otoño o en primavera. Los huevos de esta especie eclosionan en primavera.

#### Ninfa
Como muchos hemípteros, los Notonéctidos son hemimetábolos. Esto quiere decir que durante su desarrollo se da una metamorfosis incompleta, en la que una ninfa, en este caso con alas subdesarrolladas, un abdomen mucho más corto y una coloración distinta, va adquiriendo las características de un adulto completamente desarrollado. Esta especie tiene cinco estadios ninfales que se van desarrollando durante los meses de verano.

#### Adulto
Una vez alcanzada la forma adulta o imago a finales de verano, éste pasará a poder reproducirse. El momento de la reproducción puede ser de día o de noche, pero suele ser al atardecer. Además de reproducirse y alimentarse, N. glauca hiberna en el estado adulto a diferencia de otras especies del género.

### Retención de aire

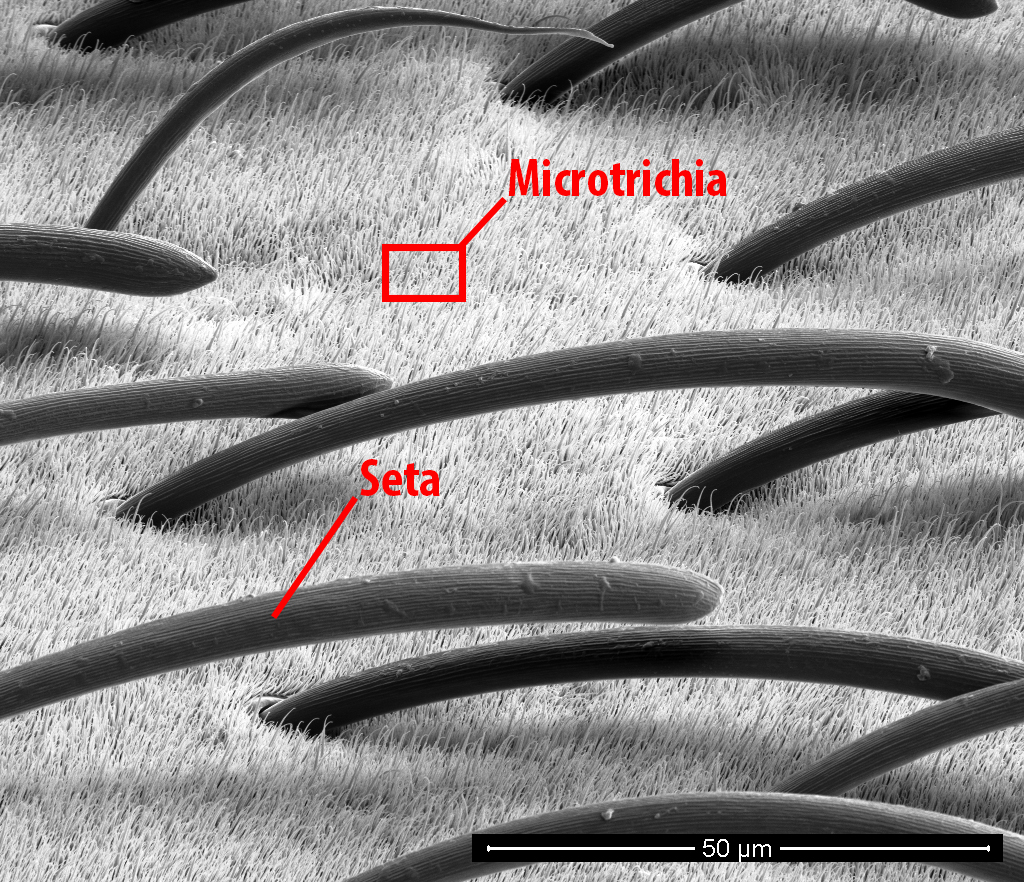
Microtriquia y seta.

En insectos subacuáticos, la presencia de setas y microtriquias es vital en la mayoría de los casos. Estas setas y microtriquias son una especie de filamentos, presentes en la superficie de este tipo de insectos, las cuales mantienen la tensión superficial alrededor del animal, manteniendo a este seco.
N. glauca presenta en la parte superior de los élitros setas y microtriquias. Tiene dos tipos de setas. La mayoría de las setas están dobladas hacia la superficie (hacia la parte posterior), presentan una punta redondeada y sin bordes, siendo más finos a su base, presentando una forma similar a un bate de béisbol. Estas setas presentan un canal en su interior. El segundo tipo de setas son más erguidas, con una punta delgada y esparcida en los élitros. La altura (promedio de 31 µm) y la densidad (promedio de 260 por mm² y distancia de 81 µm) de los dos tipos de cerdas varían en las diferentes regiones de los élitros, y su patrón de distribución es irregular. El diámetro promedio es de 3,1 µm. Las microtriquias se encuentran casi erguidas, con las puntas apuntando en varias direcciones, y su altura varía. Estas presentan una densidad de 6,7.10^6 pelos por milímetro cuadrado (distancia promedio de 0,16 µm). Su altura promedio es de 2,8 µm (diámetro de 0,3 µm). Se encuentran casi erguidas, con las puntas apuntando en varias direcciones, y su altura varía claramente.

## Distribución y hábitat
Mayormente encontrado en Europa, a menudo siendo la especie del género Notonecta más abundante de la región que habita. También se encuentra en Asia, oeste de Siberia y noroeste de China.   Habitualmente se le encuentra aguas dulces calmadas de tierra adentro, aunque ocasionalmente se los puede encontrar en agua dulce más cercana a la costa si esta está eutrofizada.

## Ecología
Las especies de Notonecta adultos pasan la mayor parte del tiempo justo debajo de la superficie del agua, con la parte ventral y las patas en la interfaz aire-agua. Solo salen del agua para realizar vuelos dispersivos hacia otras aguas, principalmente durante el período de apareamiento. Respira con una burbuja de gas, que está unida debajo de una cresta de largos pelos en los esternitos abdominales y que debe renovarse regularmente en la superficie del agua. Estos grandes reservorios en la parte ventral causan flotabilidad, pero en lugar de ascender hasta la parte superior del agua, el chinche nadador se apoya desde abajo contra la superficie del agua con ambos pares de patas delanteras y la punta del abdomen.

### Alimentación
Esta especie se alimenta principalmente de pequeños vertebrados e insectos, de los cuales no sólo se alimenta de las fases acuáticas juveniles, sino que también de insectos voladores que quedaron atrapados en la superficie del agua. Cazará en piscinas abandonadas o en cualquier masa de agua dulce donde la superficie esté tranquila.

### Discriminación de ondas
N. Glauca discrimina entre presas y no presas mediante ondas superficiales. Discrimina los tipos de onda según sus rangos de frecuencia. Se pueden dividir en tres grupos:
1. Las ondas causadas por la natación, emergencia, giro y remo de N. Glauca adulta, y por la natación de sus larvas no se pueden distinguir entre sí, pero difieren significativamente del resto de ondas: sus frecuencias son inferiores a 40 Hz. Las ondas de “ruido” también pertenecen a este grupo.
2. Las ondas generadas por las presas acuáticas, semiacuáticas y terrestres tienen una frecuencia máxima significativamente más alta, entre 70 y 140 Hz.
3. Las ondas producidas durante el buceo y el acicalamiento de N.Glauca adulta, durante la natación de las larvas y las ondas causadas por gotas de agua difieren significativamente de las ondas típicas producidas por estos animales, pero no se pueden distinguir de las ondas de las presas, ya que estas presentan frecuencias de hasta 70 Hz.

Dado que las ondas típicas de presas consisten en una serie de pulsos que se irradian desde una fuente casi estacionaria, también tienen una estructura temporal característica que difiere de la de todos los demás tipos de ondas. Esta estructura temporal facilita la localización de la fuente de vibración, pero no es esencial para la discriminación entre ondas generadas por presas o no presas.

### Mordedura
N. glauca puede infligir una mordedura dolorosa con sus picos segmentados, que están diseñados para poder apuñalar a presas como renacuajos o peces pequeños. Se trata de una especie venenosa, y aunque este veneno no haya sido estudiado en detalle, N. glauca produce un veneno neurotóxico que les permite paralizar a sus presas. Sin embargo, sólo morderá si se siente amenazado y no está atacando activamente a algún vertebrado.